# Schloss Möderndorf (Hermagor)

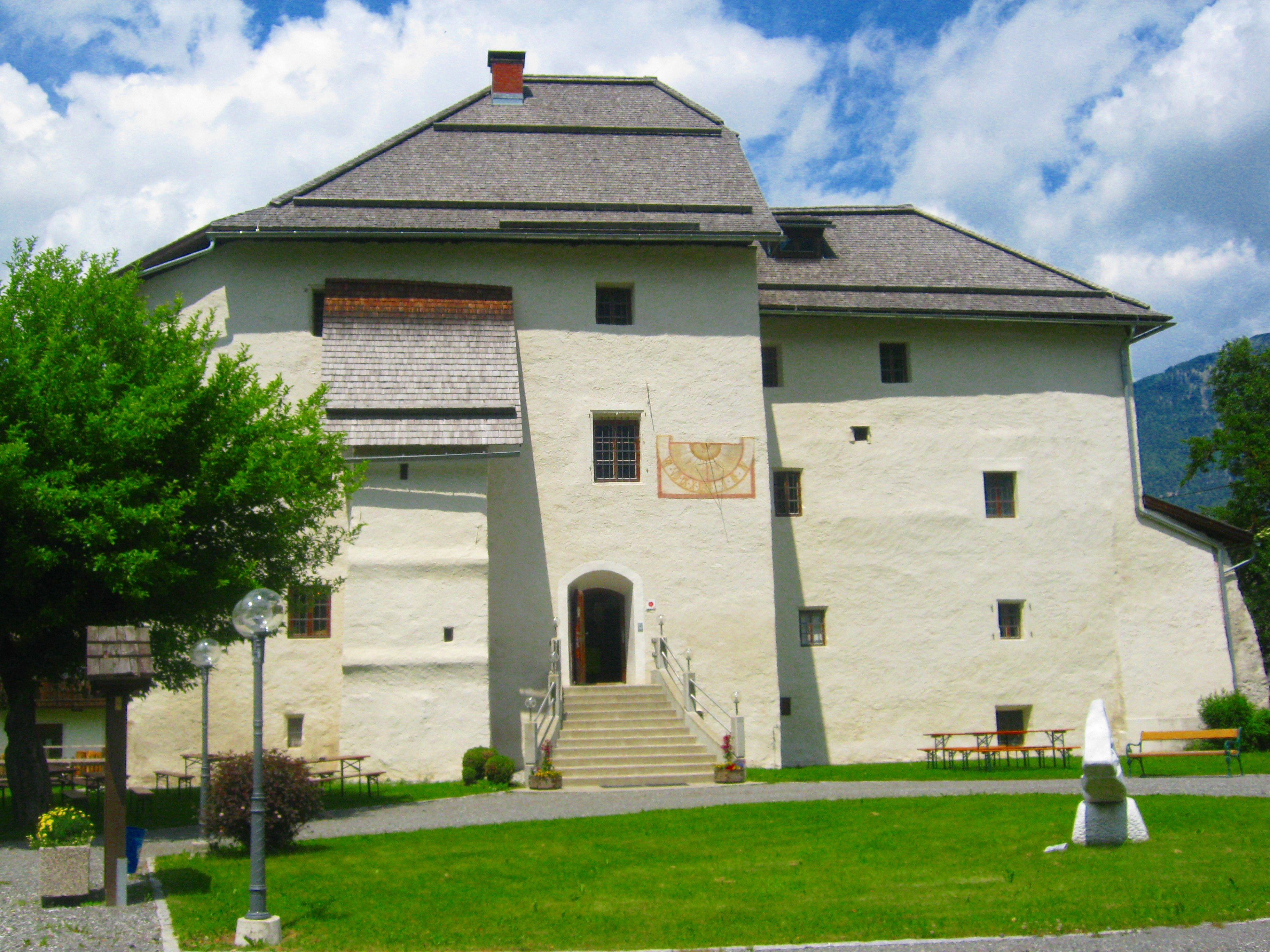
Schloss Möderndorf (2012)

Das Schloss Möderndorf liegt im Zentrum des gleichnamigen Ortes am rechten Ufer der Gail, etwa zwei Kilometer südlich von Hermagor in der Stadtgemeinde Hermagor-Pressegger See.

## Geschichte
Dieses geschichtsträchtige Schloss spiegelt die Geschichte des mittleren Gailtales wider. Inmitten des Dorfes Möderndorf gelegen, fällt es durch seine würfelförmige, dreistöckige Bauform auf. Möderndorf taucht erstmals 1331 im Pfarrurbar von Hermagor auf. Um 1458 war das Schloss im Besitz eines Simon Weidegger der ein Lehensmann der Görzer Pfalzgrafen war. Durch den Frieden von Pusarnitz 1460 fiel es an Kaiser Friedrich III. Später verliehen es dann die Habsburger an die Grafen von Salamanca-Ortenburg. Nach mehreren Besitzerwechseln (Herren von Rechbach, Wiedmann) kaufte Fürst Johann Ferdinand Porcia am 8. Oktober 1662 das Anwesen. Die Fürsten Porcia verlegten das Landgericht von der verfallenen Grünburg in das Schloss. Zwischenzeitlich lebte die Familie Waldner im Schloss.
Der Kaufmann Georg Essl II erwarb am 16. Januar 1982 Schloss Möderndorf und stellte es dem Förderverein Gailtaler Heimatmuseum zur Errichtung eines Heimatmuseums zur Verfügung. Er setzte damit das Werk seines Vaters Georg Essl I. fort, der bereits um 1900 mit der Sammlung von volkskundlichen und kulturhistorischen Gegenständen aus der Region begonnen hatte. Mit Unterstützung des Landes Kärnten, der Stadtgemeinde Hermagor Presseggersee und wesentlich durch die Kaufmannsfamilie Essl (sie schenkte das Schloss der Stadtgemeinde Hermagor) wurde dieses historische Gebäude ab 2000 grundlegend saniert. Heute birgt es die Ausstellung Gailtaler Heimatmuseum und ist jedes Jahr Veranstaltungsstätte einer Reihe von Kulturveranstaltungen.

## Bauwerk
Das Schloss ist ein kubischer, viergeschoßiger Bau mit L-förmigen Grundriss mit ausgesparter Nordwest-Ecke. Die endgültige Form dürfte er Mitte des 16. Jahrhunderts erhalten haben. Mehrere Baustile sind erkennbar. Das Gebäude hat zwei Portale, eines an der Nordseite, das andere an der Westseite, beide rundbogig und abgefast. Über dem Westportal befindet sich ein von Franz Seraphim gemaltes Wappen der Porcia.